# Allorrhina nigerrima
Allorrhina nigerrima är en skalbaggsart som beskrevs av Hermann Burmeister 1842. Allorrhina nigerrima ingår i släktet Allorrhina och familjen Cetoniidae. Inga underarter finns listade i Catalogue of Life.